# Mirosław Maj
Mirosław Piotr Maj (ur. 31 maja 1969 w Warszawie) – polski ekspert bezpieczeństwa teleinformatycznego, ekspert Europejskiej Agencji ds. Bezpieczeństwa Sieci i Informacji (ENISA), współpracownik Rządowego Centrum Bezpieczeństwa, wieloletni kierownik CERT Polska, fundator i prezes Fundacji Bezpieczna Cyberprzestrzeń oraz współzałożyciel i wiceprezes zarządu ComCERT SA, wykładowca Uniwersytetu Jagiellońskiego, Polsko-Japońskiej Wyższej Szkoły Technik Komputerowych w Warszawie i Szkoły Głównej Handlowej w Warszawie.

## Życiorys
Ukończył studia na Uniwersytecie Warszawskim w 1995 roku.
W latach 1995–2010 był związany z Naukową i Akademicką Siecią Komputerową, gdzie od 1996 roku był członkiem Zespołu Bezpieczeństwa oraz zespołu CERT NASK (później nazwanego CERT Polska), a następnie, w latach 2001–2010 kierował zespołem CERT Polska, inicjując zmianę jego nazwy i szerszą formułę działania. W tym okresie blisko współpracował z Krzysztofem Silickim.
Był wielokrotnym członkiem komitetu programowego konferencji FIRST (Forum of Incident Response and Security Teams) i reprezentantem CERT Polska w inicjatywie „TERENA TF-CSIRT” i Trusted Introducer, w ramach której był w początkowym okresie współpracy jednym z trzech ekspertów w Europie uprawnionych do akredytacji i certyfikacji zespołów reagujących. Od 2004 roku Mirosław Maj pełnił funkcję polskiego „oficera łącznikowego” (liaison officer) Europejskiej Agencji ds. Bezpieczeństwa Sieci i Informacji (ENISA) oraz jest członkiem grupy ekspertów ENISA zajmujących się współpracą pomiędzy zespołami reagującymi typu CERT oraz zasadami powiadamiania w reakcji na przypadki naruszenia bezpieczeństwa w sieci Internet. Jest współautorem wielu opracowań ENISA z powyższych dziedzin.
W 2011 roku zainicjował powstanie zespołu CERT PLIX przy największym polskim punkcie wymiany ruchu sieciowego – PLIX oraz został jego dyrektorem.
W okresie od 16 stycznia 2017 roku do 9 stycznia 2018 roku był doradcą w Gabinecie Politycznym Ministra Obrony Narodowej. Doradzał w zakresie cyberbezpieczeństwa. Wraz z zespołem współpracowników opracował „Koncepcję Rozwoju Zdolności Resortu Obrony Narodowej do Działań w Cyberprzestrzeni”.
Obecnie Mirosław Maj jest prezesem Fundacji Bezpieczna Cyberprzestrzeń i wiceprezesem zarządu ComCERT SA, którą stworzył wspólnie z Tomaszem Chlebowskim.
Ponadto Mirosław Maj jest wykładowcą w Polsko-Japońskiej Wyższej Szkole Technik Komputerowych w Warszawie (gdzie prowadzi wykłady: Bezpieczeństwo Sieci Bezprzewodowych na Wydziale Informatyki w Warszawie), na Międzywydziałowych Studiach Podyplomowych Uniwersytetu Jagiellońskiego (gdzie prowadzi wykłady na temat: Bezpieczeństwo informacji – ochrona przed cyberterroryzmem w ramach studiów „Społeczeństwo Informacyjne. Inteligentne Miasto”) oraz w Szkole Głównej Handlowej w Warszawie, gdzie prowadzi wykład pt. Zarządzanie incydentami naruszającymi bezpieczeństwo teleinformatyczne. Jest trenerem i współtwórcą programu szkoleniowego TRANSITS, przeznaczonego dla członków zespołów reagujących typu CERT.
Od czerwca 2012 roku był członkiem zespołu redakcyjnego czasopisma/informatora CIIP focus wydawanego wspólnie przez Fundację Bezpieczna Cyberprzestrzeń i Wydział Ochrony Infrastruktury Krytycznej Rządowego Centrum Bezpieczeństwa.

## Dorobek
Uczestniczył w budowaniu nowych CERT-ów w Polsce i za granicą, również szkoląc pracowników tych zespołów (w tym polski CERT rządowy i wojskowy). Koordynował NATO-owski projekt CLOSER, dzięki któremu powstały nowe CERT-y w krajach postsowieckich (między innymi w Gruzji, Armenii, Azerbejdżanie i Mołdawii).
Był inicjatorem współpracy pomiędzy zespołami bezpieczeństwa w Polsce – ABUSE Forum oraz współorganizatorem najstarszej polskiej konferencji poświęconej bezpieczeństwu IT – SECURE. Ściśle współpracuje z administracją państwową, między innymi jako członek zespołu pracującego nad Rządowym Programem Ochrony Cyberprzestrzeni. Od lat aktywnie współpracuje z europejską agencją ENISA, pracując w jej grupach roboczych oraz przygotowując materiały szkoleniowe i analityczne.
Jest autorem opracowań i publikacji z dziedziny bezpieczeństwa IT i prelegentem na wielu konferencjach w kraju i za granicą. Interesuje się szczególnie tematyką związaną z klasyfikacją i statystykami naruszeń bezpieczeństwa w sieci, współpracą ośrodków bezpieczeństwa, procedurami działania zespołów reagujących, działalnością uświadamiającą, ochroną infrastruktury krytycznej i zwalczaniem nielegalnych treści w sieci.
Mirosław Maj był w 2014 roku inicjatorem powołania  Polskiej Obywatelskiej Cyberobrony – stowarzyszenia, którego celem jest wykorzystanie wiedzy i doświadczenia specjalistów z zakresu cyberbezpieczeństwa w polskim narodowym systemie obronnym.
W kwietniu 2021 roku Prezes Rady Ministrów, Minister Cyfryzacji Mateusz Morawiecki, powołał Mirosława Maja na członka Rady do spraw Cyfryzacji kadencji 2021–2023.